# James Rook
James Rook (* 18. November 1997) ist ein australischer Steuermann im Rudern.

## Sportliche Karriere
James Rook steuerte in der Saison 2017 sowohl den Zweier mit Steuermann als auch den Achter. Bei den Weltmeisterschaften in Sarasota gewann er zusammen mit Darcy Wruck und Angus Widdicombe die Silbermedaille im Zweier. Der Achter belegte den zweiten Platz im B-Finale und somit insgesamt den achten Platz. 2018 wechselte Rook als Steuermann vom Männerachter in den Frauenachter. Bei den Weltmeisterschaften in Plowdiw gewann er mit den Australierinnen die Bronzemedaille hinter den Booten aus den Vereinigten Staaten und aus Kanada. 2019 siegte der australische Frauenachter bei der Weltcup-Regatta in Posen und belegte in Rotterdam den zweiten Platz. Bei den Weltmeisterschaften in Linz siegten die Neuseeländerinnen vor den Australierinnen und den Titelverteidigerinnen aus den Vereinigten Staaten. Bei den Olympischen Spielen in Tokio belegte er mit dem australischen Frauenachter den fünften Platz.